# Майстренко, Борис Александрович
Борис Александрович Майстренко (1923—1945) — лейтенант Рабоче-крестьянской Красной армии, участник Великой Отечественной войны, Герой Советского Союза (1945).

## Биография
Борис Майстренко родился 1 декабря 1923 года в Новгороде-Северском. После окончания восьми классов школы проживал в Ташкенте, работал на заводе. В августе 1942 года Майстренко был призван на службу в Рабоче-крестьянскую Красную армию. В 1943 году окончил Харьковское танковое училище. С июля того же года — на фронтах Великой Отечественной войны.
К июню 1944 года лейтенант Борис Майстренко командовал танком «Т-34» 1-го танкового батальона 152-й отдельной танковой бригады 8-й армии Ленинградского фронта. Отличился во время боёв на Карельском перешейке. Приняв в тех боях на себя командование ротой, он лично со своим экипажем уничтожил 3 дота, 8 дзотов, 15 артиллерийских орудий, 20 пулемётов, несколько десятков солдат и офицеров противника. В начале января 1945 года Майстренко получил тяжёлое ранение, от которого скончался 15 января.
Указом Президиума Верховного Совета СССР от 24 марта 1945 года за «успешное выполнение боевой задачи по прорыву вражеских укреплений на Карельском перешейке и проявленные при этом мужество и героизм» лейтенант Борис Майстренко посмертно был удостоен высокого звания Героя Советского Союза. Также был награждён орденами Ленина, Александра Невского, Отечественной войны 2-й степени и Красной Звезды.
В честь Майстренко названа улица и установлен бюст в его родном городе.